# Белеев
Белеев (укр. Белеїв) — село в Долинской городской общине Калушского района Ивано-Франковской области Украины.
Население по переписи 2001 года составляло 881 человек. Занимает площадь 27,4 км². Почтовый индекс — 77511. Телефонный код — 3477.